# 閻柔
閻 柔（えん じゅう、生没年不詳）は、中国後漢時代末期から三国時代における魏の武将・政治家。幽州広陽郡の人。弟は閻志（魏の上谷太守）。

## 若年時代の事跡
| 姓名           | 閻柔                              |
| 時代           | 後漢時代～三国時代・魏            |
| 生没年         | 〔不詳〕                          |
| 字・別号       | 〔不詳〕                          |
| 本貫・出身地等 | 幽州広陽郡                        |
| 職官           | 烏桓司馬→（護）烏桓校尉 →度遼将軍 |
| 爵位・号等     | 関内侯→県侯                       |
| 陣営・所属等   | 〔独立勢力〕→曹操→曹丕            |
| 家族・一族     | 弟:閻志                           |

若い頃、烏桓や鮮卑などの北方民族に捕らわれたことがある。しかし、閻柔は不思議と魅力がある人物であったのか、逆に彼ら異民族とその経緯から親密になった。その後、時期は不明だが、閻柔は鮮卑族の力を借りて烏桓校尉の邢挙を殺害し、その位を奪っている。
初平4年（193年）、劉虞が公孫瓚に殺されてしまう。劉虞軍の鮮于輔らは復仇を謀り、閻柔を烏桓司馬として擁立した。閻柔は人脈を活かして、漢民族・北方民族合わせて数万の軍勢を集めたという。閻柔・鮮于輔は公孫瓚軍の鄒丹を攻撃し、これを破り斬った。その後も河北を支配していた袁紹と共同して、ついに建安4年（199年）公孫瓚を滅ぼした。
また、恐らくはこの時の共同行動がきっかけで、袁紹との関係が密接となっている。閻柔は上谷郡の寧城を拠点として、袁紹のために異民族との交渉などにあたった。

## 曹操への帰順後
建安5年（200年）の官渡の戦いの際に、閻柔は使者を派遣して曹操に臣従した。曹操から護烏桓校尉に任じられ、関内侯に封じられている。建安10年（205年）に曹操が南皮で袁譚を滅ぼすと、閻柔は鮮卑と烏桓を率いて参上し、名馬を献上した。その後、遼西の蹋頓らを頭領とする烏桓討伐にも従軍し、以降も引き続き寧城で異民族との交渉にあたった。建安年間には、鮮卑の大人軻比能が閻柔を通じて貢物を献上している。
曹操の死後、その後を継いだ曹丕からも、閻柔は重用されている。度遼将軍に任命され、県侯の爵位を授けられるなどした。曹操・曹丕から子や兄弟のように寵愛されたという。延康元年（220年）、曹丕の家臣団が曹丕に対し、後漢からの禅譲を受けるよう勧めた『魏公卿上尊号奏』に、閻柔は度遼将軍・都亭侯として曹洪・曹真・曹休・夏侯尚ら曹丕の親族や張郃・徐晃・張遼といった功臣たちより上位の九番目に名を連ねている。
なお、小説『三国志演義』には登場しない。